# Catherine Ashton
Pour les articles homonymes, voir Ashton.
Catherine Ashton, baronne Ashton d'Upholland, née le 20 mars 1956 à Upholland dans le Lancashire, est une femme politique britannique, ancienne haute représentante de l'Union européenne pour les Affaires étrangères et la politique de sécurité. En vertu du traité de Lisbonne, elle était aussi vice-présidente de la Commission européenne.
Elle est baronne Ashton d'Upholland depuis 1999.

## Biographie
Ashton est la fille d'Harold et Clare Margaret Ashton.

### Début en politique: travailliste de la Chambre des Lords
Après ses études d'économie et de sociologie au Bedford College de Londres, elle milite entre 1977 et 1979 comme trésorière et vice-présidente du Mouvement pour le désarmement nucléaire ; elle occupe plusieurs postes dans le domaine de la lutte contre la pauvreté et pour l'amélioration des conditions de travail. De 1998 à 2001 elle préside la Haute Autorité de la Santé du Hertfordshire, et est vice-présidente du Conseil national des familles monoparentales (elle conseille certaines séries télévisées sur ces sujets aux États-Unis).
Elle est nommée pair à vie à la Chambre des lords en tant que baronne Ashton of Upholland en 1999 par Tony Blair qui a l’objectif d’obtenir la ratification par la Chambre des lords du traité d'Amsterdam.
Membre du Parti travailliste, elle devient en juin 2001 secrétaire d'État au ministère de l'Éducation, puis en septembre 2004, au département des Affaires constitutionnelles, et enfin au ministère de la Justice en 2007. Elle devient leader de la Chambre des lords, pour le Parti travailliste. Politicienne de l'année 2006, elle est désignée par Gordon Brown le 27 juin 2007 comme leader de la Chambre des lords et Lord-présidente du Conseil. Elle est reconnue pour avoir le profil d’une militante guidée par ses convictions plutôt que celui d’un politicien traditionnel.

### Nomination à Bruxelles
Le 3 octobre 2008, elle remplace Peter Mandelson au poste de commissaire européen pour le commerce quand ce dernier rejoint le gouvernement Brown. Elle se met alors en congé de la Chambre des Lords et, malgré des critiques émises par les conservateurs sur son inexpérience en matière de commerce, elle est nommée par le parlement par 538 voix pour, 40 voix contre et 63 abstentions.
Le 19 novembre 2009, en même temps que le nouveau président du Conseil européen, l'ex-Premier ministre belge Herman Van Rompuy et que le secrétaire général Pierre de Boissieu, elle est désignée par le Conseil européen à la tête de la diplomatie européenne en tant que haut représentant de l'Union pour les affaires étrangères et la politique de sécurité. Le choix s'est porté sur une femme de gauche, britannique, pour compenser l'échec de Tony Blair, candidat malheureux à la présidence du Conseil européen. Elle prend ses fonctions le 1er décembre avec sur son bureau plusieurs dossiers à régler.
Catherine Ashton perçoit alors un salaire de 328 000 £ par an. En tant que haute représentante, elle est assistée d'un personnel de vingt personnes, se voit allouer un véhicule avec chauffeur et est indemnisée pour son logement.

#### Nomination critiquée à la tête de la diplomatie européenne

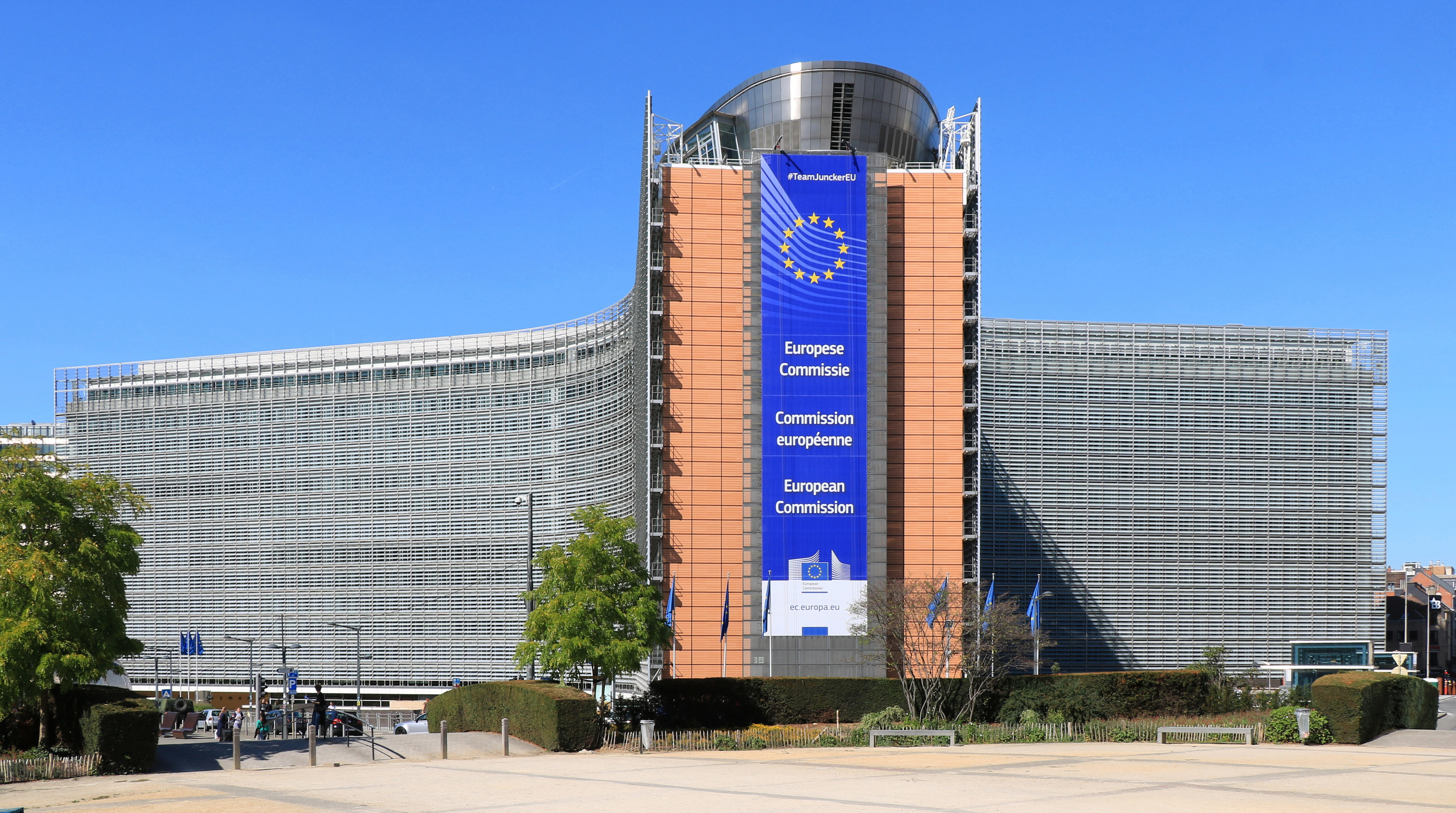
La Commission européenne, dont Catherine Ashton a été la vice-présidente de 2010 à 2014.

La nomination de Catherine Ashton en tant que représentante de l'Union européenne pour les Affaires étrangères, a fait l'objet de critiques virulentes au sein même du parlement européen, notamment par le député eurosceptique Nigel Farage (Royaume-Uni) le 25 novembre 2009 à Strasbourg. Nigel Farage dénonça le fait que Mme Ashton n'avait jusqu'alors jamais été élue démocratiquement, et n'a jamais de sa vie exercé le moindre travail dans le secteur privé. En outre, elle ne parle aucune langue étrangère couramment (son niveau de français est très faible) ce qui, pour la chef de la diplomatie européenne, est problématique.
Mise en doute pour son inexpérience diplomatique, elle a également dû s'expliquer devant les députés européens sur sa fonction de trésorière du mouvement du désarmement nucléaire, dont 40 % des fonds n'avait pas de provenance claire et qui aurait été financé par l'URSS.
L'audition passée par Catherine Ashton le 11 janvier 2010 devant le Parlement européen n'a semble-t-il pas convaincu ses détracteurs. D’après le blog Bruxelles2, si elle s'est montrée globalement convaincante en général, elle s'est montrée particulièrement incompétente sur la question de la politique européenne de défense.

#### Critique de son mandat de représentante
La retenue de l'UE et la très faible visibilité de Catherine Ashton lors des protestations et révolutions dans le monde arabe lui valent de nombreuses critiques, amplifiées par l'invitation sans son égide, le 8 mars 2011, de deux représentants de l'opposition libyenne au Parlement européen par le député européen Guy Verhofstadt.
Son communiqué concernant la journée du souvenir de l'Holocauste le 29 janvier 2014 omettait de faire mention de l'identité des victimes, juives et autres minorités, ce qui a donné lieu à des critiques dans la presse.

#### Accord sur le programme nucléaire iranien
Le 24 novembre 2013, Catherine Ashton annonce la signature d'un accord sur l'arrêt par l'Iran de son programme d'enrichissement de l'uranium.

## Vie privée
Mère de deux enfants, elle vit à St Albans avec son époux, Peter Kellner, président de YouGov.

## Distinctions honorifiques
- Baronne (membre à vie de la Chambre des lords)
- GCMG (2015).
- Chevalier de l'ordre de la Jarretière (23 avril 2023).

## Sources

## Compléments